# Quận Allegheny, Pennsylvania
Quận Allegheny là một quận trong tiểu bang Pennsylvania, Hoa Kỳ. Quận lỵ đóng ở Pittsburgh6. Theo điều tra dân số năm 2018 của Cục điều tra dân số Hoa Kỳ, quận có dân số 1.218.452 người.2
Quận Allegheny là quận đầu tiên ở Pennsylvania được một tên Mỹ bản địa, được đặt tên theo sông Allegheny. Từ "Allegheny" có gốc Lenape, với ý nghĩa không chắc chắn. Nó thường được cho là có nghĩa là "sông tốt", nhưng đôi khi nói để chỉ một bộ lạc thần thoại cổ xưa gọi là "Allegewi" đã sinh sống dọc sông từ lâu trước khi bị Lenape phá hủy.
Người ta không biết nhiều về những cư dân bản địa của khu vực trước khi người châu Âu đến đây. Trong thời kỳ thuộc địa các nhóm thổ dân khác nhau tuyên bố hoặc định cư ở khu vực này, kết quả là một sự pha trộn đa sắc tộc gồm Iroquois, Lenape, Shawnee, và Mingo. Hoạt động buôn bán lông thú ở châu Âu như Peter Chartier thành lập thương cảng thuộc khu vực trong những năm đầu thế kỷ thứ mười tám.
Năm 1749, Đại úy Pierre Joseph Céloron de Blainville, tuyên bố thung lũng Ohio và tất cả ở phía tây Pennsylvania thuộc Louis XV của Pháp. Đại úy đi dọc theo sông Ohio và Allegheny chèn tấm chì trong đất để đánh dấu đất Pháp.
Vì hầu hết các thị trấn trong thời đại đó đã được phát triển dọc theo tuyến đường thủy, cả người Pháp và người Anh mong muốn có quyền kiểm soát đối với các con sông địa phương. Do đó, người Anh gửi phái thiếu tá George Washington để cố gắng buộc người Pháp rời khỏi các tiền đồn họ, nhưng đã không thành công. Sau khi thất bại trong sứ mệnh của mình, ông trở về và gần như chết đuối khi vượt qua sông đầy đá Allegheny. Trong năm 1754, người Anh đã cố gắng một lần nữa để vào khu vực. Lần này, họ đã phát những người Virginia 41 đến xây dựng Pháo đài Prince George. Người Pháp nhận được tin tức về kế hoạch này và phái một đội quân để chiếm pháo đài, sau đó họ lại tiếp tục xây dựng với pháo tăng, đổi tên nó Fort Duquesne.
Sự mất mát của pháo đài khiến Anh phải trả giá đắt vì Pháo đài Duquesne đã trở thành một trong những tiêu điểm của cuộc Chiến tranh Pháp và Anh Điêng. Các nỗ lực đầu tiên để chiếm lại pháo đài, Viễn chinh Braddock, đã thất bại thảm hại. Cho đến tận khi tướng John Forbes tấn công vào năm 1758, bốn năm sau khi họ đã bị mất pháo đài ban đầu, thì họ mới chiếm lại và phá hủy nó. Họ sau đó xây dựng một pháo đài mới trên địa điểm, bao gồm cả một con hào, và đặt tên là Pháo đài Pitt. Khu vực này hiện nay là Công viên Tiểu bang Point của Pittsburgh.

## Địa lý
Theo Cục điều tra dân số Hoa Kỳ, quận có diện tích 1919 km², trong đó có 39 km2 là diện tích mặt nước.